# Acharya Hemachandra
Acharya Hemachandra (sanskrit : हेमचन्द्र सूरी, 1087–1172) est un érudit jaïn, poète et polymathe qui a écrit sur la grammaire, la philosophie, la prosodie et l'histoire contemporaine. Considéré comme un génie par ses contemporains, il a été surnommé Kalikāl Sarvagya « omniscient de Kali Yuga ».

## Biographie
Il est né à Dhandhuka (en), dans l'état du Gujarat (environ 100 km au sud-ouest d'Ahmadabad) de Chachadeva et Pahini Devi. Ils le nomment Chandradeva. Le temple de Sūrya est situé à son lieu de naissance. Jeune homme, Chandradeva est formé pour devenir moine dans un temple Jain (en) et prend le nom de Somachandra. Il est entrainé au discours religieux, à la philosophie, à la logique et à la grammaire. En 1110, à l'âge de 21 ans, il est ordonné acharya de la branche Shvetambara du jaïnisme et reçoit le nom de Somachandra (forme populaire Hemachandra).
À cette époque Gujarat est dirigé par la dynastie Solanki. Hemachandra accède à la notoriété sous le règne de Mulraj et est le conseiller de son successeur Kumarpal (en) (1143–1173). Durant le règne de Kumarapala, Gujarat devient un centre culturel réputé. Commencée en 1121, Hemachandra est impliqué dans la construction du temple Jain de Taranga. Son influence sur Kumarapala fait du jaïnisme la religion officielle du Gujarat ; il devient interdit de tuer des animaux, et est prescrit de pratiquer le végétarisme.

## Hemachandra et Kumarapāla
Suivant la doctrine Anekāntavāda, il est rapporté qu'Ācārya Hemacandra faisait preuve d'ouverture d'esprit ce qui plaisait à Kumarpal. Certaines personnes jalouses de la popularité grandissante d'Hemacandra se plaignirent au roi rapportant qu'Hemacandra était arrogant, qu'il ne respectait pas les dieux hindous et qu'il refusait de se prosterner devant Shiva. Visitant un temple de Shiva avec le roi, Hemacandra se prosterna volontiers devant la statue de Shiva mais déclara :

« Je m'incline seulement devant ce dieu qui a détruit les passions, comme l'attachement et la haine qui sont la cause de la vie matérielle, qu'il soit Brahmā, Viṣṇu ou Jina. »

Il a ainsi réussi à suivre les préceptes du jaïnisme qui demandent à ce qu'on ne s'incline que devant un dieu sans passion et détaché comme Jina tout en plaisant au roi. En fin de compte le roi devint un suivant dévoué d'Hemacandra.

## Œuvres
Écrivain fabuleux, Hemchandra rédigea des grammaires du sanskrit et du prakrit, des textes sur la science et la logique et sur presque toutes les branches de la philosophie indienne.
Il est principalement connu pour le poème épique Tri-shashthi-shalaka-purusha-charitra (Vies des 63 Grands Hommes), une hagiographie sur la suite de professeurs et d'élèves qui ont défini la philosophie du Jaïnisme, leur ascétisme et la libération éventuelle du cycle de la mort et de la renaissance ainsi que la propagation de l'influence légendaire de Jaina. Ce texte sert encore de synthèse standard des sources sur l'histoire des débuts de Jaïnisme. L'appendice de cette œuvre, Parishista-parvan, contient ses propres commentaires et est en lui-même un traité de grande profondeur.
Il a également écrit :
- Kavyanushasana : poésie et manuel de poésie
- Desinamamala : liste de mots d'origine locale
- Siddha-haima-shabdanushasana : grammaire Prakrite et Apabhramsha
- Abhidhana-chintamani
- Dvyashraya-Mahakavya

## Mathématiques
Hemachandra, suivant l'exemple de Gopala, est un des premiers à définir, vers 1150, la suite de Fibonacci, environ 50 ans avant Fibonacci (1202). Il travaillait sur le nombre de cadences de longueur n, et a montré qu'elles peuvent être formées en ajoutant une syllabe courte à une cadence de longueur n − 1, ou une syllabe longue à une de longueur n − 2. Cette relation récursive F(n) = F(n − 1) + F(n − 2) définit la suite de séquence,.